# Todesart
Die Todesart eines Menschen kann natürlich, nicht natürlich oder ungeklärt sein. Dabei gibt es keine international einheitliche Klassifikation von Todesarten.
Es ist in den meisten Ländern üblich, bei Verdacht auf ein Tötungsdelikt, oder unklarer Todesursache, zur genaueren Klärung der Todesart eine weiterführende Untersuchung, z. B. durch eine rechtsmedizinische Obduktion anzuordnen, um die Todesart genauer festzustellen oder einzugrenzen.
In Deutschland bedeutet dies, im Falle einer unnatürlichen Todesart, belastbare Fakten zusammenzutragen, die entweder für einen Unfall, einen Suizid oder ein Tötungsdelikt sprechen.

## Klassifikation der Todesarten in Deutschland
Durch entsprechende Definitionen wird der „natürliche Tod“ in der Rechtsmedizin vom „nicht natürlichen Tod“ unterschieden. Dabei wird im Rahmen einer Obduktion die Todesursache festgestellt und die äußeren Todesumstände sowie der Todeszeitpunkt rekonstruiert, bevor die Todesfälle entweder als natürlicher oder nicht natürlicher Todesfall klassiert werden.

### Natürlicher Tod
Im Fall eines natürlichen Todes erfolgt der Todeseintritt durch vorbestehende, innere Ursachen, wie eine Erkrankung (z. B. Herzinfarkt, Schlaganfall etc.) oder ein bösartiges Tumorleiden. In der Regel handelt es sich hierbei um einen krankheitsbedingten Tod, oder einen Tod aus Altersgründen, ohne Auftreten von juristisch relevanten Faktoren, wie Fremdverschulden oder Fremdeinwirkung (einschl. Behandlungsfehler).

### Nicht natürlicher Tod
Wenn äußere Einwirkungen durch einen Unfall, Suizid oder Fremdeinwirkung zum Tod geführt haben, spricht man von nicht natürlichen Todesursachen. Dabei kann es entweder unmittelbar zum Tod der Person kommen, z. B. durch ein Schädel-Hirn-Trauma, oder ein unfallbedingtes Polytrauma (z. B. durch einen Verkehrsunfall) oder aber nach einem längeren Krankheitszeitraum (z. B. bei unfallbedingtem Wachkoma). Von rechtsmedizinischer Relevanz ist insbesondere die Kausalität zwischen dem von außen einwirkenden Ereignis und dem Todeseintritt.
Nach Angaben des Rechtsmediziners Michael Tsokos machen nicht natürliche Todesfälle in Deutschland gut drei Prozent der gesamten Todesfälle aus. Oft wird jedoch fälschlicherweise ein natürlicher Tod attestiert, so dass ein gewisser Teil an unnatürlichen Todesfällen unerkannt bleiben.
Auch Todesfälle, die aufgrund von länger zurückliegender Fremdeinwirkung oder Unterlassung beruhen, sowie Spättod zählen zu den unnatürlichen Todesursachen. Der Spättod kann auch durch zusätzliche Erkrankungen bei einer unfallbedingten Bettlägerigkeit (z. B. durch Lungenembolie oder Krankheitserreger) auftreten.

### Ungeklärte oder ungewisse Todesursache
Eine ungeklärte Todesursache liegt vor, wenn es Anhaltspunkte für einen nicht natürlichen Tod gibt. In diesem Fall ist in Deutschland das Einleiten eines Todesermittlungsverfahrens (unter Beteiligung der Polizei) vorgeschrieben. Wird eine Leiche in diesem Zusammenhang sichergestellt und obduziert, erfahren behandelnde Ärzte oder Angehörige das Ergebnis in der Regel erst nachdem eine mögliche Beteiligung an dem Todesfall ausgeschlossen wurde.
Todesfälle, die mit psychiatrischen Erkrankungen wie Schizophrenie, Depression oder Borderline-Persönlichkeitsstörung einhergehen, sind oft schwer einzustufen, da die psychiatrische Grunderkrankung (bzw. innere Ursache) dem selbstgefährdenden Verhalten zu Grunde liegt, welches einen Suizid zur Folge haben kann.

### Todesermittlungsverfahren
Sind Anhaltspunkte dafür vorhanden, dass jemand eines nicht natürlichen Todes verstorben oder die Todesart ungeklärt ist oder es sich um die Leiche einer unbekannten Person handelt, sind Polizei und Staatsanwaltschaft verpflichtet, den Sachverhalt aufzuklären (§ 163 StPO). Hierzu wird ein Todesermittlungsverfahren nach § 159 StPO eingeleitet und die Leiche beschlagnahmt. Dabei geht es nicht unmittelbar um die Klärung der Todesursache, sondern um die Feststellung, ob der Tod durch fremdes Verschulden, vorsätzlich oder fahrlässig, herbeigeführt worden ist (Verdacht einer strafbaren Handlung). Gegebenenfalls ordnet das Amtsgericht auf Antrag der Staatsanwaltschaft die Obduktion des Leichnams an (§§ 87 ff. StPO).
Der jeweilige Anspruch auf Vergütung der Rechtsmediziner wird im Rahmen des Justizvergütungs- und -entschädigungsgesetzes (JVEG) verbindlich vorgeschrieben.

### Kritik am deutschen System
Die Deutsche Gesellschaft für Rechtsmedizin, sowie zahlreiche rechtsmedizinische Institute beklagen, die Vergütung gemäß JVEG gewährleiste keine vollständige Kostendeckung, u. a. bei Obduktionen. Dies wird auch immer wieder als einer der Gründe für die extrem niedrige Obduktionsrate von weniger als 5 % aufgeführt.
Hinsichtlich der Feststellung der Todesart beklagt die Ärzteschaft, dass Zuständige der Polizei oder Kripo den Totenschein bevorzugt an Ort und Stelle ausgefüllt haben möchten. Ohne vorherige Einsicht in die Krankenakte oder Rücksprache mit vor- beziehungsweise mitbehandelnden Kollegen steigt jedoch das Risiko eine falsche Todesart anzugeben.
Statistische Auswertungen von tatsächlich erfolgten Sektionen legen nahe, dass jedes Jahr in Deutschland etwa 2.000 Tötungsdelikte unerkannt bleiben und dass die Todesursachenstatistik mit annähernd 11.000 fälschlich als natürlich klassifizierten Todesfällen behaftet ist.

## Klassifikation der Todesarten weltweit

### Geschichtliches
Die älteste Berufsbeschreibung eines Coroners, der im angelsächsischen Sprachraum für die Feststellung von Todesart- und Todesursache zuständig ist, ist bereits über 800 Jahre alt. Schon damals war diese Berufsgruppe für die Bestimmung der Todesart durch die Untersuchung der Verstorbenen, das Ausstellen des Totenscheins und das Führen der Sterberegister verantwortlich. Dabei gewann die Autopsie bzw. Obduktion im Laufe der Zeit an Bedeutung und auch die entsprechende Ausbildung wurde deutlich anspruchsvoller, je mehr Wissen über den menschlichen Körper und seine Funktionen zur Verfügung stand. Die USA führten als erstes Land die Dokumentation von Todesfällen mittels eines Totenscheins sowie die Erfassung der Todesart und Todesursache ein. Später wurde die statistische Erfassung der jeweiligen Todesursachen von Totenscheinen u. a. als Grundlage zur Verteilung von Forschungsgeldern genutzt. Der Obduktionsbericht ist dabei um ein Vielfaches ausführlicher und aussagekräftiger als ein Totenschein, da er sich explizit mit den einzelnen Aspekten befasst, die zum Tod beigetragen haben, während sich der Totenschein auf eine Hauptursache beschränkt.
Die Klassifikation von Todesarten wurde ab 1910 in den USA als fester Bestandteil des Totenscheins (Standard Certificate of Death) eingeführt. Die Bezeichnung im englischen Sprachraum lautet „Manner of Death“. Da sich die Klassifikationssysteme unabhängig voneinander entwickelt haben, gibt es bis heute internationale Unterschiede bei der Einteilung von Todesarten. Die in Deutschland übliche Aufteilung zwischen Pathologie und Rechtsmedizin ist in anderen Ländern eher unüblich.

### USA: Manner of Death Classification
Die „National Association of Medical Examiners“, dt. national Vereinigung von Gerichtsmedizinern hat 2001 die Erstauflage ihres Standardwerkes zur Klassifizierung von Todesursachen öffentlich online verfügbar gemacht. Bei der Klassifikation werden alle drei Todesarten die in Deutschland unter „nicht natürliche Todesart“ zusammengefasst sind einzeln aufgeführt:
- Natürlicher Tod („Natural“)
- Unfall („Accident“)
- Suizid („Suicide“)
- Tötungsdelikt („Homicide“)
- Ungeklärt („Undetermined“)

Zusätzlich wird zwischen folgenden Verlässlichkeitsstufen („degrees of certainty“) unterschieden:
- 100 % = ohne Zweifel
- nahezu 100 % = hinreichend gesichert
- über 90 % = klar und überzeugend medizinisch gesichert
- oberhalb von 70 % = überwiegend wahrscheinlich
- oberhalb von 50 % = hinreichend wahrscheinlich
- unterhalb von 50 % = ungeklärt

### Vereinigtes Königreich: Unterscheidung von vier Kategorien
Im UK obliegt es dem Coroner, Verstorbenen eine der vier folgenden Todesarten zuzuweisen:
- Natürlicher Tod („Natural Cause“), im Sinne des alters- oder krankheitsbedingten Versagen der Körperfunktionen.
- Mord („Homicide“), im Sinne eines vorab geplanten Tötungsdeliktes.
- Unfall („Accidental Death“), einschließlich ungeplanten, gewalttätigen Auseinandersetzungen mit Todesfolge („Manslaughter“) sowie Unglücksfällen mit Todesfolge, z. B. im Zusammenhang mit Extremsport („Misadventure“)
- Suizid („Suicide“), oft ausgelöst durch vorherige psychische Erkrankung (z. B. Depression). Die Abgrenzung zum Unfall besteht darin, dass die Person sich bewusst entschieden hat ihr Leben zu beenden, was gegen ein Versehen oder Unachtsamkeit abzugrenzen ist.